# Leucó Higienont
Leucó Higienont (grec antic: Λεύκων Υγιαίνων) va ser un rei del Bòsfor Cimmeri.
Era germanastre d'Espàrtoc IV, a qui va matar per haver mantingut relacions amb la seva dona Alcatea. Llavors va ocupar el tron. Hom el coneix perquè va emetre monedes de bronze en tres llengües. El regne va patir en aquell temps una crisi monetària. No és clar si Higienont era un nom alternatiu del rei o era el nom del seu successor, cap als anys 220 aC a 200 aC. Leucó va ser finalment mort per la seva dona Alcatea.
Cap a l'any 200 aC va pujar al tron Espàrtoc V, probablement fill de Parisades II i germà d'Espàrtoc IV.